# Гадсон (Індіана)
Гадсон (англ. Hudson) — місто (англ. town) в США, в окрузі Стойбен штату Індіана. Населення — 585 осіб (2020).

## Географія
Гадсон розташований за координатами 41°31′54″ пн. ш. 85°5′3″ зх. д. / 41.53167° пн. ш. 85.08417° зх. д. (41.531782, -85.084126).  За даними Бюро перепису населення США в 2010 році місто мало площу 1,79 км², уся площа — суходіл.

## Демографія
Згідно з переписом 2010 року, у місті мешкало 518 осіб у 185 домогосподарствах у складі 136 родин. Густота населення становила 289 осіб/км².  Було 214 помешкання (119/км²).
Расовий склад населення:
| - 98,1 % — білих - 0,6 % — азіатів - 0,2 % — вихідців з тихоокеанських островів - 0,2 % — корінних американців |

До двох чи більше рас належало 0,4 %. Частка іспаномовних становила 1,9 % від усіх жителів.
За віковим діапазоном населення розподілялося таким чином: 31,3 % — особи молодші 18 років, 58,7 % — особи у віці 18—64 років, 10,0 % — особи у віці 65 років та старші. Медіана віку мешканця становила 34,5 року. На 100 осіб жіночої статі у місті припадало 102,3 чоловіків;  на 100 жінок у віці від 18 років та старших — 96,7 чоловіків також старших 18 років.
Середній дохід на одне домашнє господарство  становив 46 006 доларів США (медіана — 43 214), а середній дохід на одну сім'ю — 50 681 долар (медіана — 48 854). Медіана доходів становила 35 625 доларів для чоловіків та 30 000 доларів для жінок. За межею бідності перебувало 21,8 % осіб, у тому числі 27,6 % дітей у віці до 18 років та 10,2 % осіб у віці 65 років та старших.
Цивільне працевлаштоване населення становило 267 осіб. Основні галузі зайнятості: виробництво — 34,8 %, роздрібна торгівля — 16,9 %, освіта, охорона здоров'я та соціальна допомога — 16,1 %.